# Кефер, Луи
Луи Кефер (фр. Louis Kéfer; 1842, Жамб, ныне в составе Намюра — 1926, Волюве-Сен-Пьер под Брюсселем) — бельгийский скрипач, композитор и музыкальный педагог.

## Биография
Один из основателей (1873) и первый директор (вплоть до 1909 года) Консерватории Вервье. Среди его учеников был, в частности, Матьё Крикбом. Кроме того, у Кефера брал уроки контрапункта 19-летний Гийом Лекё, в дальнейшем подружившийся со своим наставником и уже из Парижа переписывавшийся с ним; в апреле 1890 года городской оркестр под управлением Кефера исполнил Первый симфонический этюд Лекё, ставший первым публично исполненным произведением молодого композитора.
29 октября 1884 года под управлением Кефера в Бельгии впервые прозвучала Первая симфония Бородина.
В композиторском наследии Кефера — симфония (получившая в 1889 году первую премию на конкурсе Бельгийской Академии), кантата «Жилеп» (фр. La Gileppe, по названию одноимённой реки), фортепианное трио, духовная музыка, песни.
Младшие братья Кефера также были музыкантами: Жюль (1851—?) играл на скрипке и преподавал в Реймсе, Гюстав (1855—?) окончил Брюссельскую консерваторию по классу фортепиано Огюста Дюпона и в 1882 году основал и возглавил камерный оркестр L'Union instrumentale. Племянники Кефера — сын Жюля виолончелист Поль Кефер и дочь Гюстава Жанна Кефер, изображённая на известном портрете Фернана Кнопфа.